# Thông trắng Hải Nam
Thông trắng Hải Nam hay thông Fenzel (danh pháp hai phần: Pinus fenzeliana) là một loài thông đặc hữu của đảo Hải Nam ở miền nam Trung Quốc. Loài thông này là cây thân gỗ có chiều cao đạt tới 20 m với đường kính tới 1m.
Các lá hình kim, mọc thành bó 5 lá, dài 5–13 cm. Các nón dài 6–11 cm, với các vảy dạng gỗ và dày; các hạt lớn, dài khoảng 8–15 mm, với cánh dạng dấu vết dài 3 mm, tương tự như loài có họ hàng gần là thông trắng Trung Quốc (Pinus armandii). Thông trắng Hải Nam khác thông trắng Trung Quốc ở chỗ có các lá kim ngắn hơn, các nón nhỏ hơn và thích nghi với môi trường sống rừng mưa cận nhiệt đới.
Nhóm thông trong dãy núi Đại Biệt Sơn ở tỉnh An Huy miền đông Trung Quốc, đầu tiên được miêu tả như là loài Pinus dabeshanensis, đôi khi được coi là một thứ của loài này, nhưng nói chung hay được coi là thứ của Pinus armandii, loài giống nó nhiều hơn.
Thông báo về sự tồn tại của Pinus fenzeliana tại Việt Nam vẫn chưa được kiểm chứng; các quần thể cây trong khu vực này có thể thuộc về loài thông Đà Lạt (Pinus dalatensis) hay thông trắng Quảng Đông (Pinus wangii), với cả hai loài này đều khác thông trắng Hải Nam ở kích thước và hình dạng của nón và hạt, mặc dù bộ lá là tương tự.